# Moluchia strigata
Moluchia strigata är en kackerlacksart som först beskrevs av Blanchard 1851.  Moluchia strigata ingår i släktet Moluchia och familjen småkackerlackor. Inga underarter finns listade i Catalogue of Life.